# Île-de-Sein

Île-de-Sein este o comună în departamentul Finistère, Franța. În 1 ianuarie 2022 avea o populație de 280 de locuitori.